# Lamois River
Der Lamois River (auch: Lamoins River) ist ein Fluss an der Westküste von Dominica. Er verläuft im Parish St. John und mündet im Süden der Prince Rupert Bay (Portsmouth Bay) ins Karibische Meer.

## Geographie
Der Lamois River entspringt auf ca. 350 m Höhe über dem Meer (⊙), in Nähe zu der Quelle des Cario River. Er verläuft in westlicher Richtung und mündet im Süden von Picard nach einem Verlauf von 2,5 km bereits ins Karibische Meer.
Nach Süden grenzt das Einzugsgebiet des Cario River an und nach Norden der Picard River.